# Il pleut sur Santiago
Pour les articles homonymes, voir Santiago (homonymie).
Pour plus de détails, voir Fiche technique et Distribution.
Il pleut sur Santiago est un film franco-bulgare réalisé par Helvio Soto, sorti en 1975. C'est aussi le dernier produit par Les films Marquise, la maison de production de Jacques Charrier et Jean-Claude Brialy, contrainte de fermer après l'insuccès du film.

## Synopsis
Le film met en scène le coup d'État du 11 septembre 1973 au Chili, déclenché par le message codé « il pleut sur Santiago », diffusé à la radio à l'initiative des putschistes, à destination des militaires.

## Fiche technique
Sauf indication contraire, les informations mentionnées dans cette section peuvent être confirmées par la base de données cinématographiques Unifrance,  présente dans la section « Liens externes ».
- Titre original : Il pleut sur Santiago
- Titre bulgare : Над Сантяго вали
- Réalisation : Helvio Soto
- Scénario : Helvio Soto et Georges Conchon
- Photographie : Georges Barsky
- Musique : Astor Piazzolla
- Montage : Cécile Decugis
- Son : André Hervée
- Sociétés de production: Les Films Marquise, Bulgarofilm, Boyana Film
- Durée : 112 min
- Pays de production :  France,  Bulgarie
- Langue de tournage : français
- Date de sortie :
  - France : 10 décembre 1975
- Affiche : René Ferracci (France)

## Distribution
- John Abbey : l'agent américain
- Bibi Andersson : Monique Calvé
- Nicole Calfan : la fille d'Allende
- Riccardo Cucciolla : Augusto Olivares
- André Dussollier : Hugo
- Bernard Fresson : Pedro Vuskovic (un ministre)
- Maurice Garrel : Jorge González
- Annie Girardot : Mireya Latorre (la femme de Augusto Olivares)
- Patricia Guzmán : l'étudiante
- Serge Marquand : le général Lee
- Olivier Mathot : l'homme politique
- Henri Poirier : Augusto Pinochet
- Laurent Terzieff : Calvé
- Jean-Louis Trintignant : le senateur
- Dimitar Buynozov : le chef de la garde
- Naicho Petrov : Salvador Allende
- Vera Dikova : la femme de Jorge
- Dimiter Guerasimof : le chanteur